# Сюкияйнен, Леонид Рудольфович
Леони́д Рудо́льфович Сюкия́йнен (род. 21 декабря 1945, Петрозаводск, Карельская АССР, СССР) — советский и российский правовед, специалист в области исламского права. Доктор юридических наук, ведущий научный сотрудник Института государства и права (ИГП) РАН, заместитель председателя диссертационного совета при ИГП РАН, профессор Высшей школы экономики, член экспертного совета МВД РФ.

## Биография

Л. Сюкияйнен (слева) и Р. Беккин (справа).

Родился 21 декабря 1945 года в Петрозаводске (Карельская АССР) в семье финна.
В 1969 году окончил Московский государственный институт международных отношений МИД СССР по специальности «Международные экономические отношения».
С 1971 года работает в Институте государства и права АН СССР.
В 1974 году под руководством доктора юридических наук, профессора В. Е. Чиркина защитил диссертацию на соискание учёной степени кандидата юридических наук по теме «Местные органы государства в странах Арабского Востока социалистической ориентации» (Специальность 12.00.00 «Юридические науки»).
В 1988 году защитил диссертацию на соискание учёной степени доктора юридических наук по теме «Мусульманское право: вопросы теории и практики» (Специальность 12.00.00 «Юридические науки»).
В 1992 году — ведущий научный сотрудник Института государства и права РАН.
В 1996 года присвоено учёное звание профессора.
С 2003 года — профессор кафедры теории и истории права факультета права Высшей школы экономики.
В 2008 году вошёл в состав Экспертного совета Комитета Госдумы РФ по делам общественных объединений и религиозных организаций.
С 2011 года — ординарный профессор Высшей школы экономики.
В апреле 2015 года вошёл в состав Экспертного совета по проведению государственной религиоведческой экспертизы при Министерстве юстиции Российской Федерации.

## Награды и премии
- Почетная грамота Министерства юстиции Российской Федерации (ноябрь 2012);
- Почетная грамота Министерства образования и науки Российской Федерации (март 2011);
- Благодарность Президента Российской Федерации за «заслуги в обеспечении прав и интересов граждан» (апрель 2005);
- Лучший преподаватель Высшей школы экономики — 2013, 2012[2].

## Научные труды

### Монографии
- Новое в правовом положении предприятий государственного сектора в экономике АРЕ. Правовое регулирование экономической деятельности в империалистических и развивающихся странах. — М., 1973.
- Мусульманское право в правовых системах стран Востока. Государство и право в развивающихся странах. — М., 1976.
- Первая постоянная конституция Демократической республики Судан. Новые конституции и конституционные реформы. — М., 1978.
- Мусульманское право и регулирование права собственности в законодательстве стран Арабского Востока. Правовое регулирование экономики. — М., 1979.
- Источники торгового права арабских стран. Правовое регулирование экономики. — М., 1979.
- Право в системе социальных норм; общая характеристика системы права; источники и форма права; мусульманское право. Право в странах социалистической ориентации. — М., 1979.
- Местные органы государства капиталистической ориентации. Государство в странах капиталистической ориентации. — М., 1982.
- Развитие взаимоотношений правящей партии и государственного аппарата в НДРЙ. Партии в политической системе. — М., 1983.
- Мусульманские суды в странах Арабского Востока. Государственный аппарат. — М., 1984.
- Структура мусульманского права. Мусульманское право (структура и основные институты). — М., 1984.
- Мусульманское право и семейное законодательство стран Арабского Востока. Мусульманское право (структура и основные институты). — М., 1984.
- Мусульманское деликтное право и уголовное законодательство стран Зарубежного Востока. Мусульманское право (структура и основные институты). — М., 1984.
- Концепция мусульманского государства: доктрина и реальность. Критика буржуазных политических и правовых концепций. — М., 1984.
- Доктрина как источник мусульманского права. Источники права. — М., 1985.
- Понятие и общая характеристика нормативной основы политической системы; нормы общественных организаций. Политические системы в странах социалистической ориентации. — М., 1985.
- Мусульманское право как источник законодательства: толкование конституций стран Арабского Востока. Право развивающихся стран: традиции и заимствования. — М., 1985.
- Концепции халифата и современное государственно-правовое развитие зарубежного Востока. Ислам: Проблемы идеологии, права, политики и экономики. — М., 1985.
- Аграрные преобразования и мусульманская правовая идеология в странах Востока. Правовое регулирование агарных отношений. — М., 1986.
- Мусульманское право. Вопросы теории и практики. Монография. — М.: Наука, 1986.
- Средневековая политико-правовая мысль Арабского Востока. История политических и правовых учений. Средние века и Возрождение. — М., 1986.
- Концепция мусульманской формы правления и современное государствоведение в странах Арабского Востока. Социально-политические представления в исламе. История и современность. — М., 1987.
- Влияние ислама на конституции развивающихся стран Востока. Политическая власть и конституция в развивающихся странах. — М., 1987.
- Ислам и конституционный статус личности в странах Зарубежного Востока. Правовое положение личности. — М., 1987.
- Мусульманское право: взгляд с позиций социалистического правоведения. Мы и арабы. Альманах. — М., 1988.
- Мусульманская правовая мысль. История политических и правовых учений. XVII—XVIII в.в. — М., 1989.
- Парламентские выборы в Египте 1987 г. (законодательство и практика). Избирательное право и выборы. — М., 1990.
- Государственный строй. Судебная система. Арабская Республика Египет. Справочник. — М., 1990.
- Правовые системы стран Северной Африки. Современная Африка. Итоги и перспективы развития. Эволюция политических структур. — М., 1990.
- Концепция халифата и сравнительное государствоведение в странах Арабского Востока. Право и политика в развивающихся странах. — М., 1991.
- Государственное устройство. Сирия. Справочник. — М., 1992.
- Арабо-исламская политическая и правовая мысль. История политических и правовых учений. XIX в. — М., 1993.
- Государственный строй и конституционное развитие. Тунисская Республика. Справочник. — М., 1993.
- Нужна ли России мусульманско-правовая культура? Постсоветское мусульманское пространство. Религия, политика, идеология. — М., 1994.
- Шариат и мусульманско-правовая культура. — М., 1997.
- Мусульманско-правовая культура и её актуальность для России. Коран в России. — М.: Центр «Этносфера», 1997.
- Мусульманское право (шариат и фикх). Ислам и мусульмане в России. — М., 1999.
- Мусульманско-правовая культура и её актуальность для России. Ислам и мусульмане в России. — М., 1999.
- Шариат, обычай и закон: координаты правового бытия российского мусульманина. Человек и право. — М., 1999.
- Шариат — религия или право? Шариат: теория и практика. — Уфа: БГУ, 2000.
- Глобализация и проблемы прав человека в свете мусульманско-правовой культуры. Ислам и современные международные отношения. — М.: Научная книга, 2001.
- Найдется ли шариату место в российской правовой системе? Ислам на постсоветском пространстве: взгляд изнутри. — М.: Арт-Бизнес-Центр, 2001.
- Шариат, адат и российское законодательство: соперничество или взаимодействие? Человек и общество на Кавказе. Проблемы правового бытия. — Ставрополь, 2001.
- Религиозный экстремизм: правовые, политические и идеологические аспекты. Религиозный экстремизм в Центральной Азии. — Душанбе, 2002.
- Исламская концепция прав человека: теоретические основы, тенденции и перспективы развития. Права человека: итоги века, тенденции и перспективы. — М.: НОРМА, 2002.
- Король Фахд ибн Абд Аль-Азиз Аль Сауд — глава государства, конституция которого — Книга Всевышнего Аллаха и сунна Его посланника. Король рефермарор. Взгляд российской интеллигенции. — М.: Прогресс, 2002.
- Политическая и правовая мысль Арабского Востока. История политических и правовых учений. Учебник. — М.: НОРМА, 2003.[5]

### Статьи
- Сюкияйнен Л. Р. Фикх // Новая философская энциклопедия : в 4 т. / пред. науч.-ред. совета В. С. Стёпин. — 2-е изд., испр. и доп. — М. : Мысль, 2010. — 2816 с.
- Сюкияйнен Л. Р. Фикх // Ислам: энциклопедический словарь / Отв. ред. С. М. Прозоров. — М. : Наука, ГРВЛ, 1991. — С. 254-259. — 315 с. — 50 000 экз. — ISBN 5-02-016941-2.
- Мусульманское право : [арх. 21 октября 2022] / Сюкияйнен Л. Р. // Монголы — Наноматериалы. — М. : Большая российская энциклопедия, 2013. — С. 516—517. — (Большая российская энциклопедия : [в 35 т.] / гл. ред. Ю. С. Осипов ; 2004—2017, т. 21). — ISBN 978-5-85270-355-2.